# 伊萬尼夫卡 (尼古拉耶夫區)
46°39′10″N 31°39′50″E / 46.65278°N 31.66389°E
伊萬尼夫卡（烏克蘭語：Іванівка）是位於烏克蘭南部的村莊，由尼古拉耶夫州尼古拉耶夫區的庫楚魯布市鎮負責管轄。該村始建於1795年，面積2平方公里，海拔高度24米，2001年人口1,341，人口密度每平方公里670.5人。